# Горан Чавајда
Горан Чавајда Чавке (Београд, 16. јануар 1962 — 16. фебруар 1997) био је југословенски и српски бубњар и вокалиста, члан бендова Електрични оргазам, Бабе и једна од централних фигура београдског новог таласа.

## Биографија и каријера
Музичку каријеру почео је као бубњар у бенду Бутик, а од 1980. године на позив Срђана Гојковића Гилета, који му је касније био венчани кум, постаје члан Електричног оргазма. Године 1981. одлази у војску, а након повратка наставља рад у бенду Електрични оргазам, у којем је остао све до 1994. године.
Током паузе свирања Електричног оргазма, заједно са вокалистом и гитаристом Жиком Миленковићем (Бајага и Инструктори) и гитаристом Зораном Илићем Илкетом (Рибља Чорба), 1992. године оснива бенд Бабе, са којим је 1993. године објавио албум Слике из живота једног идиота. Чавајда је био и део супергрупе Римтутитуки.
Поред музичке каријере, опробао се и на филму, први пут 1986. године где је имао улогу у студентском филму Ко се боји шибицара још, а исте године и улогу Тучка у филму Милана Живковића Црна Марија. Као Аврам глумио је у рок-оперети Креатори и креатуре из 1988. године. Глумио је и у телевизијским филмовима Телефономанија и Шумановић — комедија уметника из 1987. године, а након тога и улогу у омнибусу Како је пропао рокенрол из 1989. године. Улогу певача остварио је у филму Црни бомбардер из 1992. године. У филму Гето — тајни живот града Ивана Маркова, био је главни јунак-наратор који је кроз причу о личној емотивној прошлости говорио и о периоду живота у Београду између 1991. и 1995. године, наводећи како се тада устоличавао дух провинције који је уништио урбани Београд.
Године 1995. глумио је и у представи Битеф театра под називом Зиги звездана прашина, заједно са Миленом Дравић, Драганом Зарићем, Аном Софреновић, Соњом Вукићевић, Бојаном Димитријевићем и Николом Ђуричком.
Последње године живота провео је у Аустралији, а преминуо је 16. фебруара 1997. године на Тасманији од последица ХИВ вируса.

### Постхумно
У септембру 1997. године, издавачка кућа Sound Of Islands постхумно је објавила Чавајдин соло албум Regression. Песме на албуму садрже импровизације, техно звук и стандардне рок форме.
Године 2012. одржана је изложба фотографија Горана Чавајде, када је покренута иницијатива да он добије свој пролаз. Комисија за споменике, називе тргова и улица града Београда прихватила је иницијативу и пролаз од Трга Николе Пашића (код благајне Дома синдиката) до Нушићеве улице добија име Чавкетов пролаз, на месту где се налази Улична галерија.
Чавке је био нека врста доброг духа „Електричног Оргазма“, био је супер тип, сигурно најкомуникативнији од свих нас. Кад бисмо свирали на групним свиркама увек би Чавке био тај који би правио прве контакте са бендовима које нисмо познавали дотад. Он би се упознавао са њима, он би био тај неки „министар за комуникацију и упознавање са другим људима“, био је жешће забаван, и духовит, увек склон зезању и у неким тешким тренуцима је дизао атмосферу у бенду. — Срђан Гојковић, музичар.
Обожавам Чавкета и сваког дана га се сетим. Много смо се волели. Кад је ишао у Аустралију хтео је још једном да се изгрлимо за збогом, али ја нисам то схватао као збогом, па сам загрљај одбио. И данас се кајем због тога, мислио сам да ћемо још да се видимо. Био је диван човек и велики слободњак у мислима. Чак није хтео ни личну карту да носи, па је на граници говорио да је његово лице његова лична карта. — Жика Миленковић, музичар.

## Дискографија

### Соло албуми
- Regression (1997)

### Гостовање на албумима и компилацијама
- Електрични оргазам — Лишће прекрива Лисабон (1982)
- Урош Дојчиновић — Јужно-америчка гитара (1983)
- Електрични оргазам — Како бубањ каже (1984)
- Електрични оргазам —  Дисторзија (1986)
- Бомбај штампа — Бомбај штампа (1987)
- Електрични оргазам — Летим, сањам, дишем (1987)
- Владимир Милачић — Креатори и креатуре (1988)
- Гиле — Ево сада видиш да може (1989)
- Аница Добра, Гиле, Влада Дивљан и Електрични оргазам — Црни бомбардер (1992)
- Римтутитуки — Слушај 'вамо (1992)
- Бабе — Слике из живота једног идиота (1993)
- Екатарина Велика — Неко нас посматра (1993)
- Револвери — 24 сата дневно рокенрол (1993)
- Партибрејкерс — Кисело и слатко (1994)
- Вариоус — Без струје (1994)
- Електрични оргазам — Зашто да не! (1994)
- Вариоус — Грување вол. 1 (1995)
- Вариоус — Зиги, звездана прашина (1995)
- Peace and war (2000)
- Екатарина Велика — Као у сну (2001)
- Екатарина Велика — Катарина II (2002)
- Екатарина Велика — С’ ветром уз лице (2002)
- Електрични оргазам — Најбоље песме вол 2. 1992-1999 (2002)
- Електрични оргазам — Брескве у тешком сирупу вол. 1 (2006)
- Екатарина Велика — Изнад града (2015)

### Текст и аранжман
- Електрични оргазам — Како бубањ каже, песма Причам о теби (1984)
- Електрични оргазам — Дисторзија, песма Хорор буги (1986)
- Електрични оргазам — Дај да видим сад/Све сте ви наше девојке (1988)
- Електрични оргазам — Секс, дрога, насиље и страх / Балкан хорор рок, песма Мала лопта метална (1992)
- Електрични оргазам — Зашто да не! (1994)
- Бабе — Лажне слике о љубави, песма Шанкерица кола (љубав из интереса) (1995)
- Вариоус — Зиги звездана прашина (1995)
- Коктел бенд уживо — Live In Cabaret Rose, песма Игра рокенрол цела Југославија (2006)

## Филмографија
| Год.   | Назив                         | Улога      |
| ------ | ----------------------------- | ---------- |
| 1980-е |                               |            |
| 1986.  | Ко се боји шибицара још       | Шибицар    |
| 1986.  | Црна Марија                   | Тучак      |
| 1987.  | Телефономанија                |            |
| 1987.  | Шумановић — комедија уметника |            |
| 1988.  | Креатори и креатуре           | Аврам      |
| 1989.  | Како је пропао рокенрол       |            |
| 1990-е |                               |            |
| 1992.  | Црни бомбардер                | певач      |
| 1995.  | Гето — тајни живот града      | самог себе |